# X Волка
X Волка (лат. X Lupi) — одиночная переменная звезда в созвездии Волка на расстоянии приблизительно 2330 световых лет (около 714 парсеков) от Солнца. Видимая звёздная величина звезды — от +12,8m до +10,4m.

## Характеристики
X Волка — жёлто-белая пульсирующая медленная неправильная переменная звезда (L:) спектрального класса G-F. Радиус — около 1,45 солнечного, светимость — около 6,062 солнечных. Эффективная температура — около 5888 K.